# Гордън Гилтрап
Гордън Гилтрап (на английски: Gordon Giltrap) е английски фолк китарист, певец, композитор и автор на песни.
Той е роден на 6 април 1948 година в Бренчли, Кент. Започва да свири на китара и от средата на 60-те години изнася концерти във фолк клубовете в Лондон, а от 1968 година започва да издава самостоятелни албуми. През 70-те години се концентрира върху инструменталната музика, в която включва и елементи на блус, фолк рок, поп, рок и класическа музика.
- Официален сайт
- Gordon Giltrap в Discogs